# Pendulum (album van Eberhard Weber)
Pendulum is het tiende album dat de Duitse contrabassist Eberhard Weber uitbrengt; ditmaal onder eigen naam. Het album is opgenomen in München. Op zijn vorig album Orchestra had Weber al geen begeleiding meer nodig. De techniek van de nieuwe elektronische bas gingen al zover dat hij zichzelf kon begeleiden. Op dit album zet hij die manier van werken voort. Niet alleen de mogelijkheden van de bas namen toe, ook de mogelijkheden in de studio waren toegenomen. En kan het dus gebeuren dat je naar een contrabas als orkest zit te luisteren. De klank op dit album lijkt erg veel op de gitaarklank van Pat Metheny, uit de beginperiode van zijn carrière (hij was toen ook verbonden aan het ECM-label).

## Musici
- Eberhard Weber – bas;

## Composities
1. Bird out of cage;
2. Notes after an evening;
3. Delerium
4. Children’s Song nr. 1;
5. Street scenes;
6. Silent for a while;
7. Pendulum;
8. Unfinished self-portrait;
9. Closing silence